# Светозар Буквић
Светозар Буквић (25. април 1958 – 13. април 2020) био је српски политичар. Био је градоначелник Куле од 2006. до 2011. године, а у Скупштини Војводине од 2008. до 2012. године. Буквић је био члан Демократске странке (ДС).

## Рани живот и приватна каријера
Буквић је рођен у селу Липар у Кули, САП Војводина, у тадашњој СР Србији у ФНРЈ. Дипломирао је на Машинском факултету Универзитета у Новом Саду 1981. године, радио као пројектант у компанији Иномаг од 1985. до 1992. године, а потом је био наставник машинства у СШ „Михајло Пупин“ у Кули до 2002. године. Од 2003. до 2006. био је директор Завода за грађевинарство Кула.

## Политичар
Србија је увела директан избор градоначелника на локалним изборима 2004. Буквић је изашао на изборе као независни кандидат и победио га је Тихомир Ђуричић из Српске радикалне странке (СРС). Ђуричић је поражен на опозивним изборима 2006. године; Убрзо су одржани допунски избори за избор новог градоначелника, а Буквић (који је до тада прешао у ДС) је изабран у другом кругу гласања.
Буквић је постао градоначелник Куле у време политичке нестабилности у заједници. Скупштина општине је често била нефункционална, а крајем 2007. за председника привремене управе постављен је колега из ДС-а Велибор Милојичић. Буквић је наставио да обавља функцију градоначелника, али је његова контрола над општинском влашћу је била ограничена.
Директни избори градоначелника елиминисани су на локалним изборима 2008. Од тог пута градоначелнике у Србији бирају изабрани одборници градских и општинских скупштина. ДС је 2008. године у Кули однео тесну победу над СРС, а Буквић је потом изабран за други мандат председника општине. Изабран је и за посланика у Скупштини Војводине на истовременим покрајинским изборима 2008, победивши Ђуричића значајном разликом у месту изборне јединице Кула. ДС и њени савезници однели су већинску победу на покрајинским изборима, а Буквић је био подршка администрацији.
Власт општине Кула је и након избора 2008. наставила да буде нефункционална, а локални одбор ДС-а све више се делио између присталица Буквића и Милојићића. У току ове свађе, Милојичић је оптужио Буквића за корупцију и неспособност на функцији. Милојичић је потом напустио ДС и придружио се Уједињеним регионима Србије (УРС). Скупштина општине је постала потпуно нефункционална средином 2011. године када су чланови ДС почели да бојкотују њен рад. Милојичић је оптужио да је то учињено како би се спречило да Буквић буде смењен.
Буквић је на крају поднео оставку на место градоначелника крајем 2011. године, након што је донео одлуку да не може да настави да обавља двоструки мандат као покрајински одборник. Привремена управа је успостављена у децембру 2011.
Буквић није био кандидат за поновне изборе у покрајинску скупштину 2012. године. Следеће године постављен је на функцију у Покрајинском секретаријату за привреду и туризам. Остао је на овој улози до своје изненадне смрти 2020.

## Изборни рекорд

### Покрајински (Војводина)
| Кандидат                  | Странка или коалиција                                | Гласови | %     |  | Гласови | %     |
| ------------------------- | ---------------------------------------------------- | ------- | ----- |  | ------- | ----- |
| Светозар Буквић           | За европску Војводину: ДС–Г17 плус, Борис Тадић (ДС) | 9,774   | 42.44 |  | 8,033   | 64.02 |
| Тихомир Ђуричић           | СРС                                                  | 6,298   | 27.35 |  | 4,515   | 35.98 |
| Добрила Калезић-Пиндовић  | СПС–ПУПС                                             | 2,591   | 11.25 |  |         |       |
| Олена Папуга              | "Заједно за Војводину–Ненад Чанак"                   | 1,378   | 5.98  |  |         |       |
| Карољ Валка               | Мађарска коалиција–Иштван Пастор                     | 1,138   | 4.94  |  |         |       |
| Тихомир Нићетин           | ЛДП                                                  | 1,003   | 4.36  |  |         |       |
| Јозеф Солда               | ДСС–НС–Војислав Коштуница                            | 848     | 3.68  |  |         |       |
| Укупно валидних гласова   |                                                      | 23,030  | 100   |  | 12,548  | 100   |
| Неважећи гласачки листићи |                                                      | 958     |       |  | 244     |       |
| Укупно гласова            |                                                      | 23,988  | 62.75 |  | 12,792  | 33.46 |

### Локални (Кула)
| Кандидат               | Странка или коалиција                | %            |  | %     |
| ---------------------- | ------------------------------------ | ------------ |  | ----- |
| Светозар Буквић        | ДС                                   | 38.46        |  | 53.55 |
| Тихомир Ђуричић        | СРС                                  | 32.78        |  | 46.45 |
| Смиљана Вукелић        | СПС                                  | није наведен |  |       |
| Херцен Радоњић         | Странка Зелених                      | није наведен |  |       |
| Станко Студен          | Група грађана: Патриотски савез Куле | није наведен |  |       |
| Укупно важећих гласова |                                      | 100          |  | 100   |

| Кандидат                | Странка или коалиција                          | Гласови                  | %     |
| ----------------------- | ---------------------------------------------- | ------------------------ | ----- |
| Тихомир Ђуричић         | СРС–Томислав Николић                           | 5,613                    | 55.10 |
| Славиша Божовић         | ДС–Борис Тадић                                 | 4,574                    | 44.90 |
| Светозар Буквић         | Група Грађана                                  | елиминисан у првом кругу |       |
| Ратко Милетић           | СПС                                            | елиминисан у првом кругу |       |
| Жељко Таталовић         | ДСС–Војислав Коштуница                         | елиминисан у првом кругу |       |
| Станко Зракић           | Група Грађана: Станко Зракић                   | елиминисан у првом кругу |       |
| Саша Максимовић         | СПО–Отпор Кула                                 | елиминисан у првом кругу |       |
| Херцен Радоњић - Кека   | Војвођанска зелена странка–Херцен Радоњић Кека | елиминисан у првом кругу |       |
| Зоран Прекајац          | Г17 плус–Мирољуб Лабус                         | елиминисан у првом кругу |       |
| Бранислав Влаховић      | Покрет снага Србије–Богољуб Карић              | елиминисан у првом кругу |       |
| Марија Попин            | Либерали Србије                                | елиминисан у првом кругу |       |
| Милан Егић              | Група Грађана: Милан Егић                      | елиминисан у првом кругу |       |
| Укупно валидних гласова |                                                | 10,187                   | 100   |